# Тутанхамон: Проклятие гробницы
«Тутанхамон: Проклятие гробницы» (англ. The Curse of King Tut's Tomb) — двухсерийный телевизионный приключенческий фильм Рассела Малкэхи с Каспером Ван Дином в главной роли. В России фильм транслировался на канале РЕН ТВ.
Ван Дин играет роль археолога Дэнни Фримонта, охотящегося за артефактом под названием Изумрудный медальон.

## Сюжет
Молодой правитель Древнего Египта Тутанхамон (Франциско Бош) сражается с демоном Сетом, сбежавшим из подземного мира Дуат. С благословением бога Ра Тутанхамон побеждает врага, и чтобы тот не вернулся обратно на Землю, запечатывает его при помощи Изумрудного медальона, которую разбивает на четыре части и отправляет в разные концы мира.
В 1922 году археолог Дэнни Фримонт (Каспер Ван Дин) отправляется в Каир на поиски последнего осколка скрижали. Он находил и другие, но их похитил его соперник, Морган Синклэйр (Джонатан Хайд), член Совета Адского Пламени. Совет — группа учёных-оккультистов из Британии, которые намереваются заполучить Изумрудный медальон для покорения мира. Дэнни и его товарищи объединяются с египтологом Азелией Баракат (Леонор Варела) и обнаруживают легендарную гробницу Тутанхамона. Синклэйр опережает команду Фримонта и выпускает на свободу Сета и устраивает хаос в Каире. 
Дэнни с друзьями спускаются в подземный мир, при этом по пути гибнут практически весь отряд, кроме самого Дэнни и Азелии. Они вызывают Тутанхамона, который в очередной раз побеждает Сета. В благодарность за спасение Египта фараон возвращает всё на свои места: товарищи Фримонта и жители Каира снова живы, беспорядка на улицах города как не бывало. Дэнни Фримонт отдаёт карту с расположением гробницы Тутанхамона Говарду Картеру, получившим за её открытие мировую известность. В финале Дэнни делает предложение Азелии в Каирском музее древностей и девушка соглашается выйти за него замуж.

## В ролях
| Актёр              | Роль                                                                  |
| ------------------ | --------------------------------------------------------------------- |
| Каспер Ван Дин     | археолог Дэнни Фримонт                                                |
| Джонатан Хайд      | профессор Морган Синклэйр                                             |
| Леонор Варела      | египтолог Азелия Баракат                                              |
| Стивен Вэддингтон  | приятель Дэнни Джейсон МакГриви                                       |
| Нико Никотера      | приятель Дэнни Эндрю Уокер                                            |
| Тат Уолли          | специалист по взрывчатке Рембрандт (примкнул к группе Фримонта)       |
| Брендан Патрикс    | английский аристократ Брайан Истклифф (примкнул к группе Фримонта)    |
| Патрик Туми        | офицер Иностранного Легиона Жак Бельмонд (примкнул к группе Фримонта) |
| Малкольм Макдауэлл | член Совета Адского Пламени Натан Кэрнс                               |
| Саймон Кэллоу      | член Совета Адского Пламени Джордж Расселл                            |
| Франциско Бош      | фараон Древнего Египта Тутанхамон                                     |

## Создание
Съёмки проходили в Индии, в городах Джайпур и Мумбаи. Бюджет составил 14 миллионов долларов США.

## Отзывы
На сайте Screen Junkies «Тутанхамон: Проклятие гробницы» вошёл в список фильмов об открытии древних гробниц, где творению Рассела Маллкэхи была дана в целом положительная оценка.